# مجلس سنای اسپانیا
سنا (به اسپانیایی: Senado‎) مجلس اعلای کرتس خنرالس است، که همراه با کنگره نمایندگان - اتاق پایین - پارلمان پادشاهی اسپانیا را تشکیل می‌دهد. جلسه سنا در کاخ سنا در شهر مادرید برگزار می‌شود.
ترکیب سنا در قسمت سوم قانون اساسی اسپانیا تعیین شده‌است. مجلس سنا از سناتورهایی تشکیل شده‌است که هر یک نماینده یک استان، یک شهر خودمختار یا یک جامعه خودمختار هستند. هر استان سرزمین اصلی، صرف نظر از تعداد جمعیت آن، به‌طور مساوی توسط چهار سناتور نشان داده می‌شود. در استانهای جزیره، جزایر بزرگ توسط سه سناتور و جزایر جزئی توسط یک سناتور نمایندگی می‌شوند. به همین ترتیب، شهرهای خودمختار سئوتا و ملیلا هر کدام دو سناتور را انتخاب می‌کنند. این انتخابات مستقیم منجر به انتخاب ۲۰۸ سناتور توسط شهروندان می‌شود. به‌علاوه، قانونگذاران منطقه ای نمایندگان خود را نیز تعیین می‌کنند، یک سناتور برای هر جامعه خودمختار و دیگری برای هر میلیون نفر، که در مجموع ۵۸ سناتور را تعیین می‌کند.
قانون اساسی مجلس سنای اسپانیا به عنوان یک اتاق ارضی توصیف شده‌است. اختیارات آن مانند اختیارات کنگره نمایندگان است. با این حال، به دلیل نقش خود به عنوان یک اتاق سرزمینی، دارای اختیارات استثنایی مانند اختیار دادن به دولت ملت برای اعمال قانون مستقیم بر یک منطقه یا انحلال شوراهای شهر است. رئیس سنا رئیس سنا است که توسط اعضای آن انتخاب می‌شود.

## تاریخچه
سنا برای اولین بار تحت اساسنامه سلطنتی سال ۱۸۳۴ تأیید شد که توسط ملکه ریجنت ماریا کریستینا از دو سیسیل تحت عنوان خانه همتایان تأیید شد اما مدت زیادی دوام نیاورد و در سال ۱۸۳۷، طبق قانون اساسی همان سال، مجلس عالی فرقه سنا.
تحت رژیم‌های قانون اساسی ۱۸۴۵، ۱۸۵۶، ۱۸۶۹ و ۱۸۷۶ باقی ماند. در آن زمان از سه دسته اصلی تشکیل شده بود: سناتورها به حق خود، سناتورهای مادام العمر و سناتورهای منتخب. این مجلس به همراه کنگره نمایندگان پس از کودتای ژنرال میگوئل پریمو دو ریورا در سال ۱۹۲۳ سرکوب شد.
این مجلس پس از گذار اسپانیا به دموکراسی در سال ۱۹۷۷ دوباره برقرار شد.

## نقش
سیستم پارلمانی اسپانیا دو مجلس است اما نامتقارن است. کنگره نمایندگان عملکرد مستقل تری دارد و همچنین می‌تواند بیشتر اقدامات سنا را نادیده بگیرد. فقط کنگره می‌تواند اعتماد به نخست‌وزیر را اعطا کند یا سلب کند. در روند قانونگذاری عادی، هر یک از مجلس‌ها می‌تواند آغازگر آن باشد، و سنا می‌تواند خصمانه یا وتو را اصلاح کند، سپس این پیشنهاد دوباره به مجلس عوام فرستاده می‌شود، که می‌تواند با اکثریت آرا مطلق این اعتراض‌ها را لغو کند. قوانین آلی، حاکم بر حقوق اساسی شهروندی و تحریم‌های منطقه‌ای، برای تصویب به اکثریت مطلق کنگره و سنا احتیاج دارند.